# Государственный литературно-мемориальный музей Якуба Коласа
Государственный литературно-мемориальный музей Якуба Коласа находится в Минске в историческом здании середины XX века, памятник архитектуры и истории (номер 713Д000006). Расположен по адресу: Академическая улица, 5 (старый адрес: проспект Независимости, дом 66а).

## История
Музей основан постановлением ЦК КПБ и Совета Министров БССР 16 августа 1956 года, открыт для посетителей 4 декабря 1959 года. Он расположен в доме, где Якуб Колас жил с конца 1944 года до своей смерти 13 августа 1956 года. Колас поселился в доме, находившемся в саду Академии наук БССР, после освобождения Минска. К 70-летнему юбилею поэта, в 1952 году, на фундаменте старого дома возведено новое здание по проекту архитектора Г. Заборского.

## Архитектура
Здание возведено в стиле сталинского неоклассицизма. Здание небольшое, двухэтажное, кирпичное, прямоугольное в плане. Главный фасад симметричен. По оси симметрии расположен вход, оформленный полуциркульным фронтоном. Торцы здания украшают симметричные трёхгранные эркеры. В декоре фасада использованы пилястры, колонны, профилированные карнизы, лепные украшения. В боковой части дворового фасада сохранена более ранняя жилая постройка. Внутри размещены экспозиционные залы, обстановка второго этажа, где жил поэт, сохраняется такой же, как при его жизни. Деревянная лестница на второй этаж украшена витражом работы художника В. Позняка.

## Филиалы
- Филиал Государственного литературно-мемориального музея Якуба Коласа в д. Миколаевщина. Объединяет мемориальные усадьбы Акинчицы, Ласток, Альбуть, Смольня